# Фокс, Ричард (хронист)

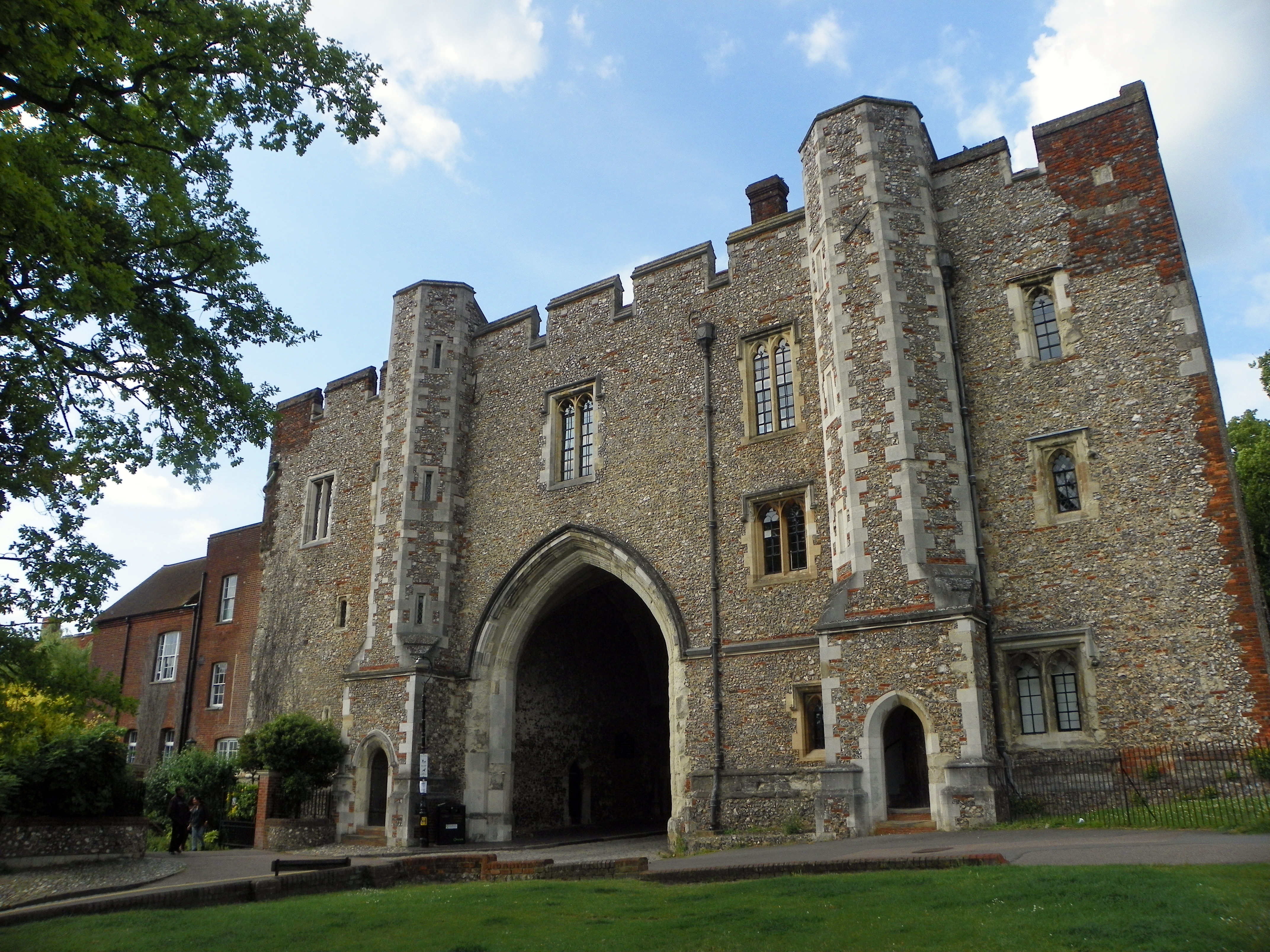
Ворота аббатства Св. Альбана в Сент-Олбансе, XIV в.

Ричард Фокс (англ. Richard Fox, ум. в 1448 году) — английский хронист, светский управляющий бенедиктинского аббатства Святого Альбана в Сент-Олбансе. 

## Биография
Биографические сведения крайне скудны, не установлены ни дата, ни место рождения. Не имея, по-видимому, духовного сана, изучал каноническое право, а затем служил ключником у аббата обители Св. Альбана в Сент-Олбансе Джона Уитхэмстеда, известного учёного-гуманиста. Умер в 1448 году в аббатстве Св. Альбана.
В его завещании, датированном 1454 годом, указано несколько книг, включая произведения известных поэтов того времени Джона Гауэра и Джона Лидгейта. Возможно, он был библиофилом, что не совсем типично для мирянина той эпохи, когда образованные люди встречались в первую очередь среди духовенства. Также вероятно, что он являлся приверженцем культа Святого Альбана.

## Сочинения
Основным историческим сочинением Ричарда Фокса является составленная в Сент-Олбансе около 1448 года прозаическая хроника Англии, с 872 года, времён короля Альфреда Великого, до осады Руана Генрихом V в 1419 году.
Основными источниками для неё послужили исторические труды Матвея Парижского, Питера Лэнгтофта, Роберта Мэннинга, а также анонимная хроника «Брут», которые Фокс дополнил рядом важных сообщений о событиях в Англии конца XIV — первой половины XV века. Особенный интерес вызывают его рассказы о парламенте Бери и смерти Хамфри, герцога Глостера (1447).
В сочинении Фокса содержатся также оригинальные сведения о личности одного из лидеров крестьянского восстания под предводительством Уота Тайлера — Джека Строу. Ссылаясь на очевидцев событий 1381 года, он отождествляет Строу с неким Джоном Тайлером из Дартфорда (Кент), зачинщиком восстания, убившим сборщика налогов.
Автографическая рукопись сочинения Ричарда Фокса, сохранившаяся в собрании Уобернского аббатства (MS. 181), опубликована была в 1856 году в Лондоне «Обществом Кемдена» в сборнике английских хроник времён правления Ричарда II, Генриха IV, Генриха V и Генриха VI, подготовленных к изданию учёным викарием из Вулстона Джоном Сильвестром Дэвисом.